# Cap de setmana sagnant
Cap de setmana sagnant (títol original en anglès Death Weekend, estrenada als Estats Units amb el títol The House by the Lake) és una pel·lícula de violació i venjança de terror/thriller del 1976 canadenca. És protagonitzada per Brenda Vaccaro i Don Stroud i va ser una de les primeres pel·lícules del director canadenc William Fruet. La producció de baix pressupost es va rodar al Canadà rural i en un estudi a Kleinburg, Ontario. Ha estat doblada al català.
El 2019, la pel·lícula es va estrenar en Blu-ray des d'Alemanya. El VHS va ser confiscat i confiscat al Regne Unit sota la Secció 3 de la Llei de Publicacions Obscenes de 1959 durant el pànic del video nasty.

## Argument
La pel·lícula està ambientada durant un període de 24 hores en un dia fred de novembre a la zona rural d'Ontario. Diane (Brenda Vaccaro), una antiga model de moda, coneix en Harry (Chuck Shamata), un ric dentista swinger. Després d'un remolí romàntic, decideix acompanyar en Harry a una festa de cap de setmana a la seva remota casa de camp al costat d'un llac. De camí al Corvette d'en Harry, la Diane li demana a Harry que la deixi conduir.
Aviat es troben amb un Camaro de color vermell de 1967 carregat amb quatre matons borratxos, liderats per Lep (Don Stroud) i s'endinsen en un atac de violència viària on Diane obliga els punks a sortir de la carretera i al llit d'un rierol, destrossant el seu cotxe. A la casa del llac, la Diane s'assabenta que malgrat el que li havia dit en Harry per tal d'aconseguir que vingués amb ell, no hi ha altres convidats que se'ls uneixin a la casa i que només l'està utilitzant per tenir sexe.
La Diane i en Harry no saben que els brètols irats els busquen a la recerca d'una venjança cruenta contra la parella discutida, infeliç i desarmada. Després que la banda s'ensorra per un parc d'acampada buscant el cotxe fora de la carretera, troben el Corvette a una benzinera rural on en Harry l'havia deixat per revisar-lo mentre portaven una furgoneta menys cridanera fins a la casa de camp. Després d'intimidar els propietaris de l'estació borratxos per donar-los la ubicació on s'allotja en Harry, en Lep i els seus amics marxen cap al seu destí.
Els quatre pinxos irrompen a la casa del llac i mantenen com a ostatges Diane i Harry. Durant la resta del dia i de la nit, Lep i els seux compinxes Runt (Richard Ayres), Frankie (Kyle Edwards) i Stanley (Don Granberry), aterroritzen, assetgen i humilien els seus dos captius vandalitzant la casa i robant la llanxa de Harry, que acaben destrossant i matant dos habitants del poble en el procés. Quan la Diane intenta escapar, Lep la recupera i, com a càstig, la viola.
A la nit, la colla es descontrola amb l'alcohol i el tabac. En Harry els enfronta amb una escopeta d'acció de bomba, però dubta a disparar i en Lep li agafa l'arma de les mans. Aleshores en Lep l'utilitza per matar en Harry mentre intenta fugir de la casa, i Diane és portada a un dormitori per ser violada de nou, aquesta vegada per Runt. La Diane es resisteix i finalment mata en Runt tallant-li el coll amb un fragment de vidre de mirall i aconsegueix fugir de la casa. Més tard, atrapa en Frankie a la caseta de vaixells i l'incendia, permetent que mori cremat. Aleshores atrau l'Stanley que persegueix a un pantà proper on cau a un pou de sorres movedisses i s'ofega.
Al matí, la Diane i Lep, que porta una escopeta, s'enfronten en un enfrontament final en un camp obert on ella intenta disparar i escapar al cotxe d'en Harry (amb el cadàver d'en Harry al seient davanter) mentre Lep intenta disparar-li amb l'escopeta. Quan en Lep es queda sense municions, s'enfila al damunt del cotxe en moviment per evitar que la Diane intenti fugir. L'enfrontament s'acaba quan la Diane aconsegueix treure a Lep del capó i després l'atropella, matant-lo.
La Diane condueix el cotxe ple de trets cap a una carretera asfaltada on el cotxe s'atura al costat de la carretera. En el tret final, la Diane, que sembla esgotada i aturdida, surt del cotxe avariat i mira cap al camí buit.

## Repartiment
- Brenda Vaccaro - Diane
- Don Stroud - Lep
- Chuck Shamata - Harry
- Richard Ayres - Runt
- Kyle Edwards - Frankie
- Don Granberry - Stanley
- Ed McNamara - Spragg
- Michael Kirby - Ralph
- Richard Donat - policia

## Estrena als Estats Units
La pel·lícula va ser estrenada als EUA per American International Pictures sota el títol House by the Lake. En el moment de l'estrena, hi va haver certa controvèrsia sobre les intenses escenes de violència de la pel·lícula. Tot i així, la pel·lícula es va estrenar amb només retalls menors de la versió original.

## Llançament en vídeo casolà
Al llarg dels anys, la pel·lícula ha guanyat un cert reconeixement entre els amants del cinema de terror i, tot i que va ser llançada en VHS en un moment per Vestron Video (sota el títol Death Weekend), la pel·lícula encara no ha rebut una estrena en DVD. El 4 de desembre de 2017, la pel·lícula va ser llançada sense tallar en DVD a Suècia pel distribuïdor Studio S Entertainment.

## Recepció
La pel·lícula va formar part de la selecció oficial del IX Festival Internacional de Cinema Fantàstic i de Terror de Sitges, on va guanyar tres premis:
- Medalla de Plata a la millor actriu - Brenda Vaccaro
- Medalla de plata al millor guió - William Fruet
- Premi del Jurat Internacional de la Crítica